# Zwolle (Luisiana)
Zwolle es un pueblo ubicado en la parroquia de Sabine en el estado estadounidense de Luisiana. En el Censo de 2010 tenía una población de 1759 habitantes y una densidad poblacional de 184,9 personas por km².

## Geografía
Zwolle se encuentra ubicado en las coordenadas 31°38′6″N 93°38′38″O / 31.63500, -93.64389. Según la Oficina del Censo de los Estados Unidos, Zwolle tiene una superficie total de 9.51 km², de la cual 8.43 km² corresponden a tierra firme y (11.43%) 1.09 km² es agua.

## Demografía
Según el censo de 2010, había 1759 personas residiendo en Zwolle. La densidad de población era de 184,9 hab./km². De los 1759 habitantes, Zwolle estaba compuesto por el 29.96% blancos, el 48.95% eran afroamericanos, el 15.92% eran amerindios, el 0.06% eran asiáticos, el 0% eran isleños del Pacífico, el 0.97% eran de otras razas y el 4.15% pertenecían a dos o más razas. Del total de la población el 5.46% eran hispanos o latinos de cualquier raza.